# Casualties of Love: The Long Island Lolita Story
Casualties of Love: The Long Island Lolita Story is een Amerikaanse film uit 1993. Het is een waargebeurd verhaal. De film werd in Nederland op 9 september 1994 uitgezonden op Nederland 1, en werd in de jaren die erop volgden enkele keren herhaald.

## Plot
Casualties of Love gaat over het waargebeurde verhaal over tiener Amy Fisher (Alyssa Milano) en haar obsessie voor de getrouwde huisvader Joey Buttafuoco (Jack Scalia). Wanneer Amy hem niet kan krijgen, schiet ze zijn vrouw Mary Jo (Phyllis Lyons) neer. Als zij dit overleeft, wordt het al snel duidelijk dat Amy hierachter zat. Ondertussen blijft ze volhouden dat ze wel degelijk een relatie heeft gehad met Joey. Spreekt ze de waarheid, of is ze een bedriegster?

## Cast
| Acteur              | Personage             |
| ------------------- | --------------------- |
| Alyssa Milano       | Amy Fisher            |
| Jack Scalia         | Joey Buttafuoco       |
| Phyllis Lyons       | Mary Jo Buttafuoco    |
| Leo Rossie          | Bobby Buttafuoco      |
| J.E. Freeman        | Detective Marty Algar |
| Jack Kehler         | Elliot Fisher         |
| Mike Girard Sheehan | Vince Donnelly        |